# Sabina van Palts-Simmern

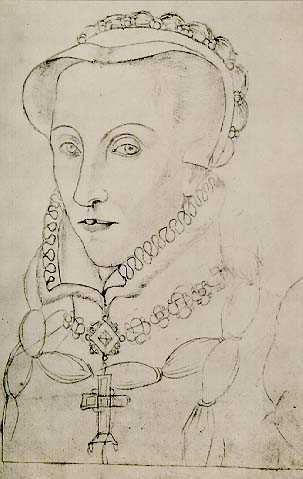
Sabina van Palts-Simmern, Recueil d'Arras, 1550

Sabina van Palts-Simmern, ook bekend als Sabina van Beieren(-Sponheim) (ook Sabina van Beijeren of Sabine van Beieren) (13 juni 1528 - Antwerpen, 19 juli 1578), was een dochter van Johan II van Palts-Simmern en Beatrix van Baden.
Sabina trouwde met Lamoraal van Egmont (1522-1568) op 8 mei 1544 in Spiers. Bij het sluiten van dit huwelijk waren keizer Karel V en aartshertog Ferdinand van Oostenrijk aanwezig. Op dat moment was daar namelijk ook de Rijksdag van Spiers aan de gang.
Sabina en Van Egmont kregen samen de volgende kinderen
- Eleonora / Leonora (?1545 - ?1582), getrouwd met Joris van Horne in 1574. Zij stierf bij de geboorte van haar vierde kind Maximiliaan.
- Maria (?1547 - ?1584), die met Willem van Horne trouwde en in 1584 overleed.
- Françoise (? - 1589), die rond 1584 in Den Haag woonde en er ongehuwd overleed in 1589. Ze werd op 13 juli 1589 begraven in de Hofkapel.
- Magdalena (?1549 - ?1617), die eerst negen jaar non was in Bergen en nadien trouwde met Floris van Stavele (Stegers, 1 maart 1557 - 18 september 1603) op 19 december 1579.
- Maria Christina (?1550 - Brussel, 1622), die eerst huwde met Edward van Bournonville, graaf van Hénin-Liétard, en na diens dood in 1587 met Willem van Lalaing, graaf van Hoogstraten en Rennenberg. Na diens dood in 1590 huwde ze met Karel van Mansfeld.
- Isabella (ca. 1555 - ?), die op zeer jonge leeftijd overleed en begraven lag in de Zottegemse Onze-Lieve-Vrouw-Hemelvaartkerk.
- Filips (1558-1590), vijfde graaf van Egmont (getrouwd met Maria van Horne, zus van zijn zwager Joris, in 1579).
- Anna (ca. 1560 - ?), die in 1588 non werd in het clarissenklooster Sainte-Claire bij Arras.
- Sabina (1562 - Delft, 21 juni 1614), getrouwd met George Eberhard van Solms-Lich (30 juli 1563 - 2 februari 1602) op 14 maart 1595 te Delft.
- Johanna (maart 1563 - ?), die eerst non was in de Abdij Ter Kameren en nadien priores werd van het Brusselse Sint-Elizabethsklooster.
- Lamoraal (?1565 - 1617), zesde graaf van Egmont.
- Karel (1567 - 1620), zevende graaf van Egmont.

In 1559 reisde de zwangere Sabina met Lamoraal naar Heidelberg voor de troonsbestijgingsceremonie van haar broer Frederik III van de Palts.
Na de arrestatie van haar echtgenoot Lamoraal in 1567 trachtte Sabina tevergeefs te lobbyen voor Lamoraal met brieven aan Filips II van Spanje, aan de Spaanse koningin en aan Ruy Gómez de Silva, aan koningin Elizabeth I van Engeland en aan keizer Maximiliaan II. Ook Sabina's broer Frederik III van de Palts lobbyde voor de vrijlating. Ze stuurde ook de edelman Hincart uit naar Frankrijk en Spanje om bij Elisabeth van Valois, Ruy Gómez de Silva en biechtvader de la Cueva te pleiten voor haar man.
Na de onthoofding van Lamoraal in 1568 trok Sabina met elf kinderen naar de Abdij Ter Kameren. Ze trachtte met brieven aan Alva en Filips II de aangeslagen bezittingen terug te krijgen en kreeg uiteindelijk een salaris voor levensonderhoud van 12000 gulden van Alva en Filips II. Vanaf 1571 woonde ze eerst in het kasteel van Gaasbeek, nadien in het kasteel van Westerlo en daarna opnieuw in Gaasbeek. In 1574 had ook paus Gregorius XIII in een brief aan Filips II aangedrongen op de teruggave van Egmonts aangeslagen goederen. Vanaf 1574 woonde Sabina in Antwerpen, waar ze een huis ter beschikking kreeg van de magistraat. Ze trachtte er haar zoon Filips van Egmont vrij te krijgen, die na de Spaanse Furie door muitende troepen gevangen was genomen.

Op zaterdag 19 juli 1578 stierf Sabina in de 'Sieckel' in de Venusstraat, in de voormalige residentie van Jan van Asseliers. In haar testament droeg Sabina de zorg voor haar kinderen op aan Willem van Oranje. Na lange onderhandelingen hadden haar kinderen intussen de bezittingen van Lamoraal teruggekregen (zoals het Egmontkasteel officieel bij de Pacificatie van Gent in 1576 maar pas echt in 1578). Sabina ligt begraven bij haar man in de Egmontcrypte van de Onze-Lieve-Vrouw-Hemelvaartkerk te Zottegem, waar ook straten (Sabina van Beierenlaan, Sabina van Beierensteeg, Sabina van Beierenplein) naar haar werd vernoemd, net als in Egmond aan den Hoef (Sabine van Beierenlaan). Op de koperen grafplaat van Sabina staat (in het Frans): 
Hier rust Sabina, paltsgravin van Beieren, prinses van Gavere, vrouw en echtgenote van de overleden Lamoraal van Egmont, bij leven prins van het genoemde Gavere en graaf van Egmont. Zij overleed te Antwerpen op 19 juli 1578. Bid voor haar zielenheil.
 In 2012 creëerde fotograaf Erwin Olaf een foto Interpretatie Sabine van Beieren, weduwe van de graaf van Egmond (met leren bronzen kraag en geperforeerde leren sjaal) voor in het kasteel van Gaasbeek. In 2018 werd in Huys Egmont de tentoonstelling ‘De Heeren van Egmont en het Vechtvolk’ gehouden, met foto's van fotograaf Ab Baart (met een inwoonster van de Egmonden uitgedost als Sabina).

## Beijerland
Sabina van Beieren is de naamgever van Beijerland. In Oud-Beijerland (Sabina van Beijerenstraat), Nieuw-Beijerland (Gravin Sabinastraat) en Zuid-Beijerland (Sabinastraat) werden straten naar haar vernoemd. Er wordt ook een 'Sabina van Beijerenprijs' uitgereikt door de Sabina van Beijerenstichting. Sabina staat in Oud-Beijerland ook afgebeeld op een muurschildering aan de Bierkade, sinds 1939 op een gebrandschilderd raam van het oude Raadhuis en sinds 1959 op een herdenkingsplaquette (samen met Lamoraal) op de hoek van de Oostdijk en de Koninginneweg.

## Kwartierstaat
| Frederik I van Palts-Simmern (1417-1480) | Frederik I van Palts-Simmern (1417-1480) | Frederik I van Palts-Simmern (1417-1480) | Frederik I van Palts-Simmern (1417-1480) | Frederik I van Palts-Simmern (1417-1480) | Frederik I van Palts-Simmern (1417-1480) | Margaretha van Egmont (1436-1486)     | Margaretha van Egmont (1436-1486)     | Margaretha van Egmont (1436-1486)     | Margaretha van Egmont (1436-1486)     | Margaretha van Egmont (1436-1486)      | Margaretha van Egmont (1436-1486)      |                                        |                                        | Johan II van Nassau-Saarbrücken (1433-1572) | Johan II van Nassau-Saarbrücken (1433-1572) | Johan II van Nassau-Saarbrücken (1433-1572) | Johan II van Nassau-Saarbrücken (1433-1572) | Johan II van Nassau-Saarbrücken (1433-1572) | Johan II van Nassau-Saarbrücken (1433-1572) | Johanna van Loon-Heinsberg (1443-1469)     | Johanna van Loon-Heinsberg (1443-1469)     | Johanna van Loon-Heinsberg (1443-1469) | Johanna van Loon-Heinsberg (1443-1469) | Johanna van Loon-Heinsberg (1443-1469) | Johanna van Loon-Heinsberg (1443-1469) |                                      |                                      | Karel I van Baden (1427-1475)        | Karel I van Baden (1427-1475)        | Karel I van Baden (1427-1475) | Karel I van Baden (1427-1475) | Karel I van Baden (1427-1475)         | Karel I van Baden (1427-1475)         | Catharina van Oostenrijk (1420-1493)  | Catharina van Oostenrijk (1420-1493)  | Catharina van Oostenrijk (1420-1493)  | Catharina van Oostenrijk (1420-1493)  | Catharina van Oostenrijk (1420-1493) | Catharina van Oostenrijk (1420-1493) |                                      |                                      | Filips II van Katzenelnbogen (1427-1453) | Filips II van Katzenelnbogen (1427-1453) | Filips II van Katzenelnbogen (1427-1453) | Filips II van Katzenelnbogen (1427-1453) | Filips II van Katzenelnbogen (1427-1453) | Filips II van Katzenelnbogen (1427-1453) | Ottilie von Nassau-Dillenburg (1437-1493) | Ottilie von Nassau-Dillenburg (1437-1493) | Ottilie von Nassau-Dillenburg (1437-1493) | Ottilie von Nassau-Dillenburg (1437-1493) | Ottilie von Nassau-Dillenburg (1437-1493) | Ottilie von Nassau-Dillenburg (1437-1493) |  |  |  |  |  |  |  |  |  |  |  |  |  |  |  |  |  |  |  |  |  |  |  |  |  |  |  |  |  |  |  |  |  |  |  |  |  |  |  |  |  |  |  |  |  |  |  |  |
| Frederik I van Palts-Simmern (1417-1480) | Frederik I van Palts-Simmern (1417-1480) | Frederik I van Palts-Simmern (1417-1480) | Frederik I van Palts-Simmern (1417-1480) | Frederik I van Palts-Simmern (1417-1480) | Frederik I van Palts-Simmern (1417-1480) | Margaretha van Egmont (1436-1486)     | Margaretha van Egmont (1436-1486)     | Margaretha van Egmont (1436-1486)     | Margaretha van Egmont (1436-1486)     | Margaretha van Egmont (1436-1486)      | Margaretha van Egmont (1436-1486)      |                                        |                                        | Johan II van Nassau-Saarbrücken (1433-1572) | Johan II van Nassau-Saarbrücken (1433-1572) | Johan II van Nassau-Saarbrücken (1433-1572) | Johan II van Nassau-Saarbrücken (1433-1572) | Johan II van Nassau-Saarbrücken (1433-1572) | Johan II van Nassau-Saarbrücken (1433-1572) | Johanna van Loon-Heinsberg (1443-1469)     | Johanna van Loon-Heinsberg (1443-1469)     | Johanna van Loon-Heinsberg (1443-1469) | Johanna van Loon-Heinsberg (1443-1469) | Johanna van Loon-Heinsberg (1443-1469) | Johanna van Loon-Heinsberg (1443-1469) |                                      |                                      | Karel I van Baden (1427-1475)        | Karel I van Baden (1427-1475)        | Karel I van Baden (1427-1475) | Karel I van Baden (1427-1475) | Karel I van Baden (1427-1475)         | Karel I van Baden (1427-1475)         | Catharina van Oostenrijk (1420-1493)  | Catharina van Oostenrijk (1420-1493)  | Catharina van Oostenrijk (1420-1493)  | Catharina van Oostenrijk (1420-1493)  | Catharina van Oostenrijk (1420-1493) | Catharina van Oostenrijk (1420-1493) |                                      |                                      | Filips II van Katzenelnbogen (1427-1453) | Filips II van Katzenelnbogen (1427-1453) | Filips II van Katzenelnbogen (1427-1453) | Filips II van Katzenelnbogen (1427-1453) | Filips II van Katzenelnbogen (1427-1453) | Filips II van Katzenelnbogen (1427-1453) | Ottilie von Nassau-Dillenburg (1437-1493) | Ottilie von Nassau-Dillenburg (1437-1493) | Ottilie von Nassau-Dillenburg (1437-1493) | Ottilie von Nassau-Dillenburg (1437-1493) | Ottilie von Nassau-Dillenburg (1437-1493) | Ottilie von Nassau-Dillenburg (1437-1493) |  |  |  |  |  |  |  |  |  |  |  |  |  |  |  |  |  |  |  |  |  |  |  |  |  |  |  |  |  |  |  |  |  |  |  |  |  |  |  |  |  |  |  |  |  |  |  |  |
|                                          |                                          |                                          |                                          |                                          |                                          |                                       |                                       |                                       |                                       |                                        |                                        |                                        |                                        |                                             |                                             |                                             |                                             |                                             |                                             |                                            |                                            |                                        |                                        |                                        |                                        |                                      |                                      |                                      |                                      |                               |                               |                                       |                                       |                                       |                                       |                                       |                                       |                                      |                                      |                                      |                                      |                                          |                                          |                                          |                                          |                                          |                                          |                                           |                                           |                                           |                                           |                                           |                                           |  |  |  |  |  |  |  |  |  |  |  |  |  |  |  |  |  |  |  |  |  |  |  |  |  |  |  |  |  |  |  |  |  |  |  |  |  |  |  |  |  |  |  |  |  |  |  |  |
|                                          |                                          |                                          |                                          | Johan I van Palts-Simmern (1459-1509)    | Johan I van Palts-Simmern (1459-1509)    | Johan I van Palts-Simmern (1459-1509) | Johan I van Palts-Simmern (1459-1509) | Johan I van Palts-Simmern (1459-1509) | Johan I van Palts-Simmern (1459-1509) |                                        |                                        |                                        |                                        |                                             |                                             | Johanna van Nassau-Saarbrücken (1464-1521)  | Johanna van Nassau-Saarbrücken (1464-1521)  | Johanna van Nassau-Saarbrücken (1464-1521)  | Johanna van Nassau-Saarbrücken (1464-1521)  | Johanna van Nassau-Saarbrücken (1464-1521) | Johanna van Nassau-Saarbrücken (1464-1521) |                                        |                                        |                                        |                                        |                                      |                                      |                                      |                                      |                               |                               | Christoffel I van Baden (1453-1527)   | Christoffel I van Baden (1453-1527)   | Christoffel I van Baden (1453-1527)   | Christoffel I van Baden (1453-1527)   | Christoffel I van Baden (1453-1527)   | Christoffel I van Baden (1453-1527)   |                                      |                                      |                                      |                                      |                                          |                                          | Ottilia van Katzenelnbogen (1451-1517)   | Ottilia van Katzenelnbogen (1451-1517)   | Ottilia van Katzenelnbogen (1451-1517)   | Ottilia van Katzenelnbogen (1451-1517)   | Ottilia van Katzenelnbogen (1451-1517)    | Ottilia van Katzenelnbogen (1451-1517)    |                                           |                                           |                                           |                                           |  |  |  |  |  |  |  |  |  |  |  |  |  |  |  |  |  |  |  |  |  |  |  |  |  |  |  |  |  |  |  |  |  |  |  |  |  |  |  |  |  |  |  |  |  |  |  |  |
|                                          |                                          |                                          |                                          | Johan I van Palts-Simmern (1459-1509)    | Johan I van Palts-Simmern (1459-1509)    | Johan I van Palts-Simmern (1459-1509) | Johan I van Palts-Simmern (1459-1509) | Johan I van Palts-Simmern (1459-1509) | Johan I van Palts-Simmern (1459-1509) |                                        |                                        |                                        |                                        |                                             |                                             | Johanna van Nassau-Saarbrücken (1464-1521)  | Johanna van Nassau-Saarbrücken (1464-1521)  | Johanna van Nassau-Saarbrücken (1464-1521)  | Johanna van Nassau-Saarbrücken (1464-1521)  | Johanna van Nassau-Saarbrücken (1464-1521) | Johanna van Nassau-Saarbrücken (1464-1521) |                                        |                                        |                                        |                                        |                                      |                                      |                                      |                                      |                               |                               | Christoffel I van Baden (1453-1527)   | Christoffel I van Baden (1453-1527)   | Christoffel I van Baden (1453-1527)   | Christoffel I van Baden (1453-1527)   | Christoffel I van Baden (1453-1527)   | Christoffel I van Baden (1453-1527)   |                                      |                                      |                                      |                                      |                                          |                                          | Ottilia van Katzenelnbogen (1451-1517)   | Ottilia van Katzenelnbogen (1451-1517)   | Ottilia van Katzenelnbogen (1451-1517)   | Ottilia van Katzenelnbogen (1451-1517)   | Ottilia van Katzenelnbogen (1451-1517)    | Ottilia van Katzenelnbogen (1451-1517)    |                                           |                                           |                                           |                                           |  |  |  |  |  |  |  |  |  |  |  |  |  |  |  |  |  |  |  |  |  |  |  |  |  |  |  |  |  |  |  |  |  |  |  |  |  |  |  |  |  |  |  |  |  |  |  |  |
|                                          |                                          |                                          |                                          |                                          |                                          |                                       |                                       |                                       |                                       | Johan II van Palts-Simmern (1492-1557) | Johan II van Palts-Simmern (1492-1557) | Johan II van Palts-Simmern (1492-1557) | Johan II van Palts-Simmern (1492-1557) | Johan II van Palts-Simmern (1492-1557)      | Johan II van Palts-Simmern (1492-1557)      |                                             |                                             |                                             |                                             |                                            |                                            |                                        |                                        |                                        |                                        |                                      |                                      |                                      |                                      |                               |                               |                                       |                                       |                                       |                                       |                                       |                                       | Beatrix van Baden (1492-1535)        | Beatrix van Baden (1492-1535)        | Beatrix van Baden (1492-1535)        | Beatrix van Baden (1492-1535)        | Beatrix van Baden (1492-1535)            | Beatrix van Baden (1492-1535)            |                                          |                                          |                                          |                                          |                                           |                                           |                                           |                                           |                                           |                                           |  |  |  |  |  |  |  |  |  |  |  |  |  |  |  |  |  |  |  |  |  |  |  |  |  |  |  |  |  |  |  |  |  |  |  |  |  |  |  |  |  |  |  |  |  |  |  |  |
|                                          |                                          |                                          |                                          |                                          |                                          |                                       |                                       |                                       |                                       | Johan II van Palts-Simmern (1492-1557) | Johan II van Palts-Simmern (1492-1557) | Johan II van Palts-Simmern (1492-1557) | Johan II van Palts-Simmern (1492-1557) | Johan II van Palts-Simmern (1492-1557)      | Johan II van Palts-Simmern (1492-1557)      |                                             |                                             |                                             |                                             |                                            |                                            |                                        |                                        |                                        |                                        |                                      |                                      |                                      |                                      |                               |                               |                                       |                                       |                                       |                                       |                                       |                                       | Beatrix van Baden (1492-1535)        | Beatrix van Baden (1492-1535)        | Beatrix van Baden (1492-1535)        | Beatrix van Baden (1492-1535)        | Beatrix van Baden (1492-1535)            | Beatrix van Baden (1492-1535)            |                                          |                                          |                                          |                                          |                                           |                                           |                                           |                                           |                                           |                                           |  |  |  |  |  |  |  |  |  |  |  |  |  |  |  |  |  |  |  |  |  |  |  |  |  |  |  |  |  |  |  |  |  |  |  |  |  |  |  |  |  |  |  |  |  |  |  |  |
|                                          |                                          |                                          |                                          |                                          |                                          |                                       |                                       |                                       |                                       |                                        |                                        |                                        |                                        |                                             |                                             |                                             |                                             |                                             |                                             |                                            |                                            |                                        |                                        |                                        |                                        |                                      |                                      |                                      |                                      |                               |                               |                                       |                                       |                                       |                                       |                                       |                                       |                                      |                                      |                                      |                                      |                                          |                                          |                                          |                                          |                                          |                                          |                                           |                                           |                                           |                                           |                                           |                                           |  |  |  |  |  |  |  |  |  |  |  |  |  |  |  |  |  |  |  |  |  |  |  |  |  |  |  |  |  |  |  |  |  |  |  |  |  |  |  |  |  |  |  |  |  |  |  |  |
|                                          |                                          |                                          |                                          |                                          |                                          |                                       |                                       |                                       |                                       |                                        |                                        |                                        |                                        |                                             |                                             |                                             |                                             |                                             |                                             |                                            |                                            |                                        |                                        |                                        |                                        |                                      |                                      |                                      |                                      |                               |                               |                                       |                                       |                                       |                                       |                                       |                                       |                                      |                                      |                                      |                                      |                                          |                                          |                                          |                                          |                                          |                                          |                                           |                                           |                                           |                                           |                                           |                                           |  |  |  |  |  |  |  |  |  |  |  |  |  |  |  |  |  |  |  |  |  |  |  |  |  |  |  |  |  |  |  |  |  |  |  |  |  |  |  |  |  |  |  |  |  |  |  |  |
| Catharina van Palts-Simmern (1510-1572)  | Catharina van Palts-Simmern (1510-1572)  | Catharina van Palts-Simmern (1510-1572)  | Catharina van Palts-Simmern (1510-1572)  | Catharina van Palts-Simmern (1510-1572)  | Catharina van Palts-Simmern (1510-1572)  |                                       |                                       | Frederik III van de Palts (1515-1576) | Frederik III van de Palts (1515-1576) | Frederik III van de Palts (1515-1576)  | Frederik III van de Palts (1515-1576)  | Frederik III van de Palts (1515-1576)  | Frederik III van de Palts (1515-1576)  |                                             |                                             | Brigitta van Palts-Simmern (1516-1562)      | Brigitta van Palts-Simmern (1516-1562)      | Brigitta van Palts-Simmern (1516-1562)      | Brigitta van Palts-Simmern (1516-1562)      | Brigitta van Palts-Simmern (1516-1562)     | Brigitta van Palts-Simmern (1516-1562)     |                                        |                                        | George van Palts-Simmern (1518-1569)   | George van Palts-Simmern (1518-1569)   | George van Palts-Simmern (1518-1569) | George van Palts-Simmern (1518-1569) | George van Palts-Simmern (1518-1569) | George van Palts-Simmern (1518-1569) |                               |                               | Richard van Palts-Simmern (1521-1598) | Richard van Palts-Simmern (1521-1598) | Richard van Palts-Simmern (1521-1598) | Richard van Palts-Simmern (1521-1598) | Richard van Palts-Simmern (1521-1598) | Richard van Palts-Simmern (1521-1598) |                                      |                                      | Sabina van Palts-Simmern (1528-1578) | Sabina van Palts-Simmern (1528-1578) | Sabina van Palts-Simmern (1528-1578)     | Sabina van Palts-Simmern (1528-1578)     | Sabina van Palts-Simmern (1528-1578)     | Sabina van Palts-Simmern (1528-1578)     |                                          |                                          | ... + 5 zusters en 1 broer                | ... + 5 zusters en 1 broer                | ... + 5 zusters en 1 broer                | ... + 5 zusters en 1 broer                | ... + 5 zusters en 1 broer                | ... + 5 zusters en 1 broer                |  |  |  |  |  |  |  |  |  |  |  |  |  |  |  |  |  |  |  |  |  |  |  |  |  |  |  |  |  |  |  |  |  |  |  |  |  |  |  |  |  |  |  |  |  |  |  |  |

## Afbeeldingen

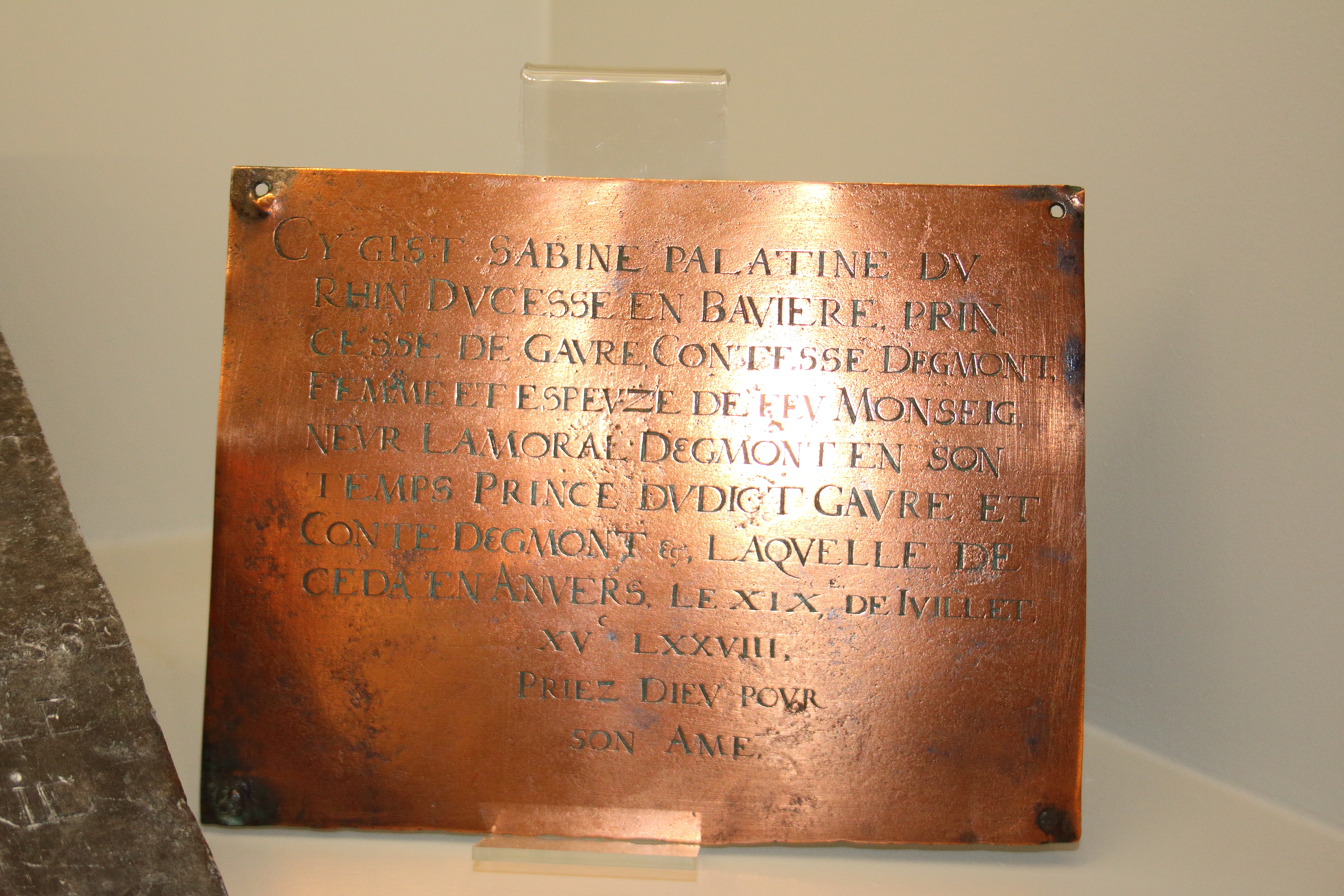
Grafplaat van Sabina van Beieren, 'Egmontkamer', stadhuis van Zottegem
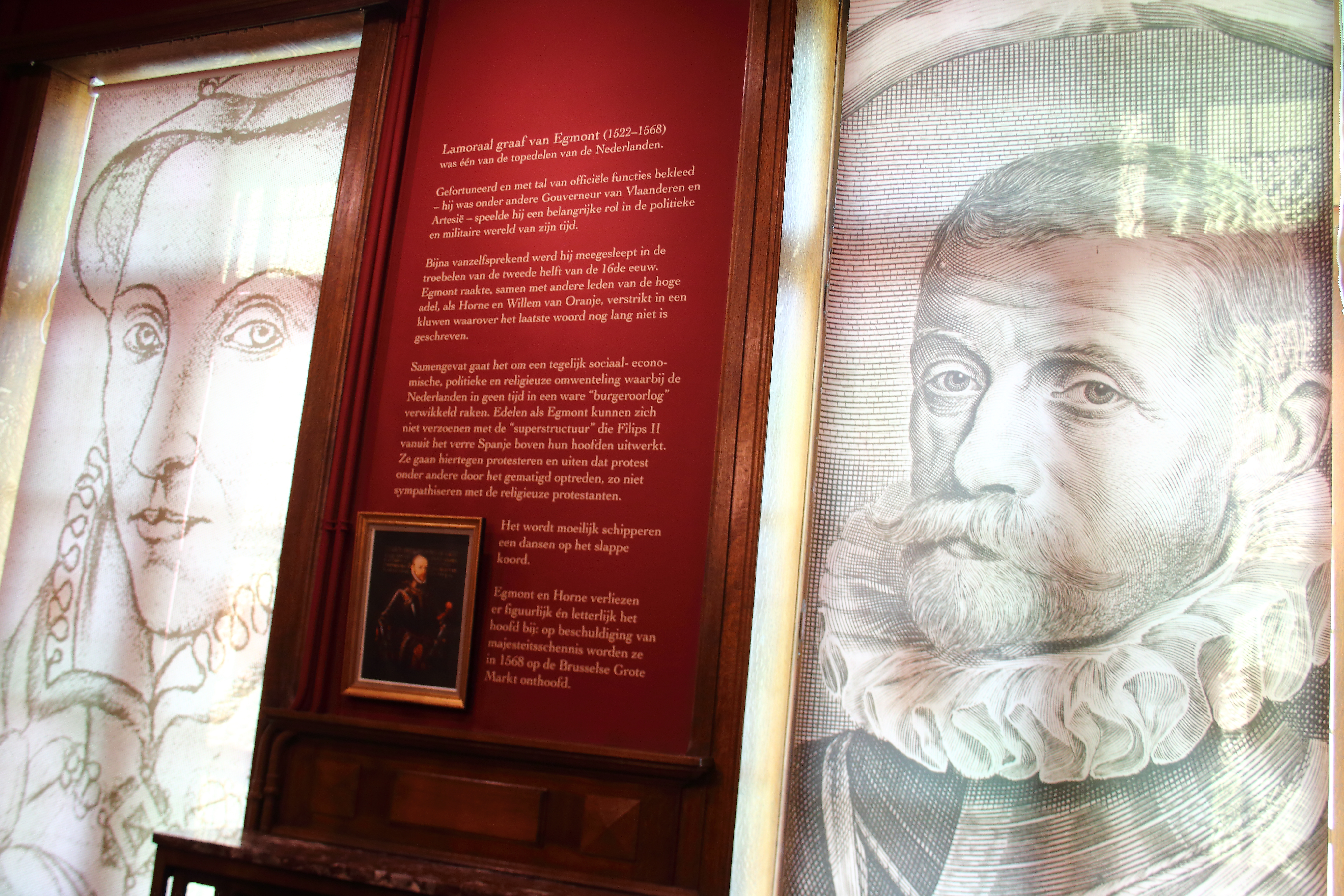
Portret van Sabina van Beieren en Lamoraal van Egmont, 'Egmontkamer', stadhuis van Zottegem
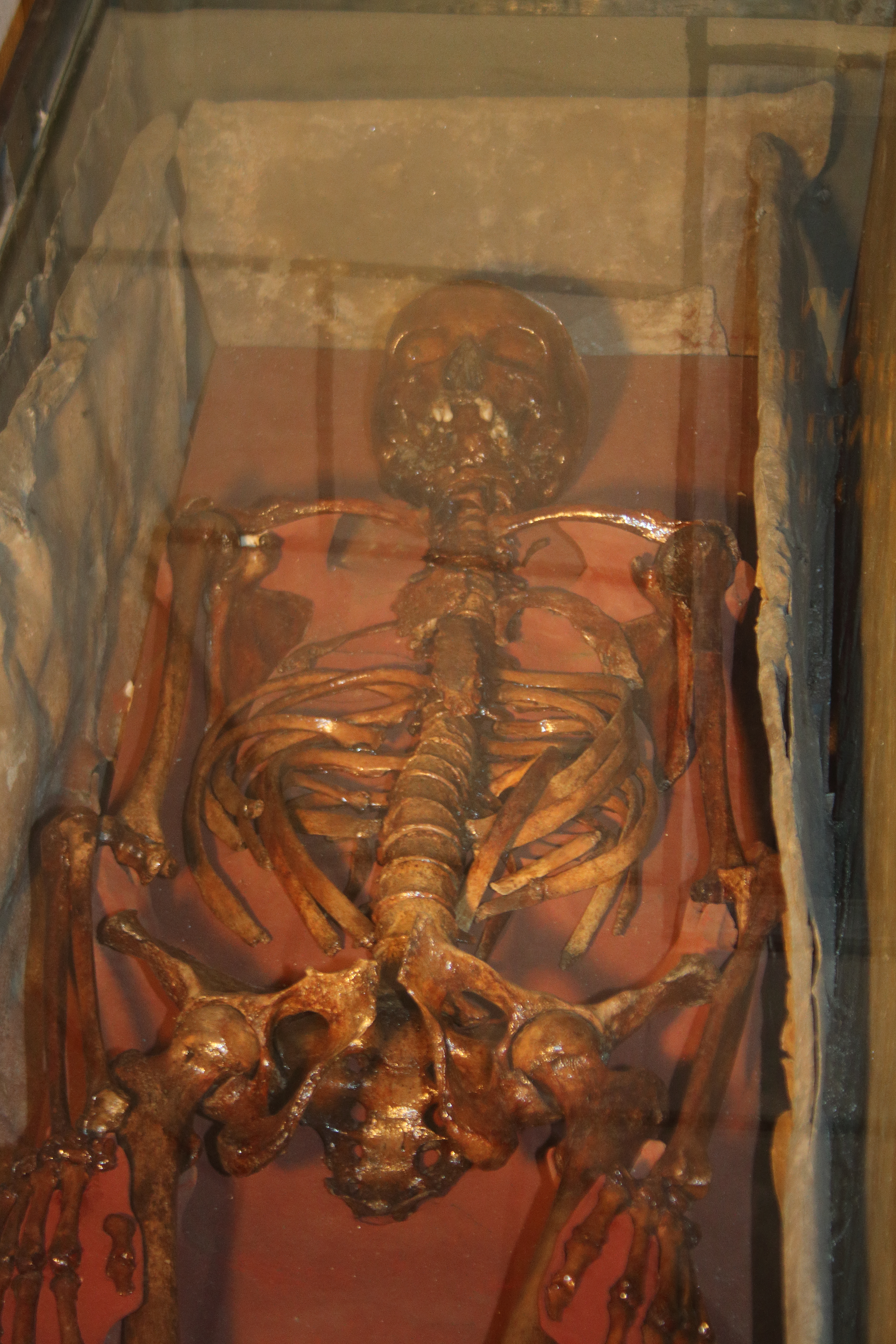
Skelet van Sabina van Beieren, Egmontcrypte, Zottegem
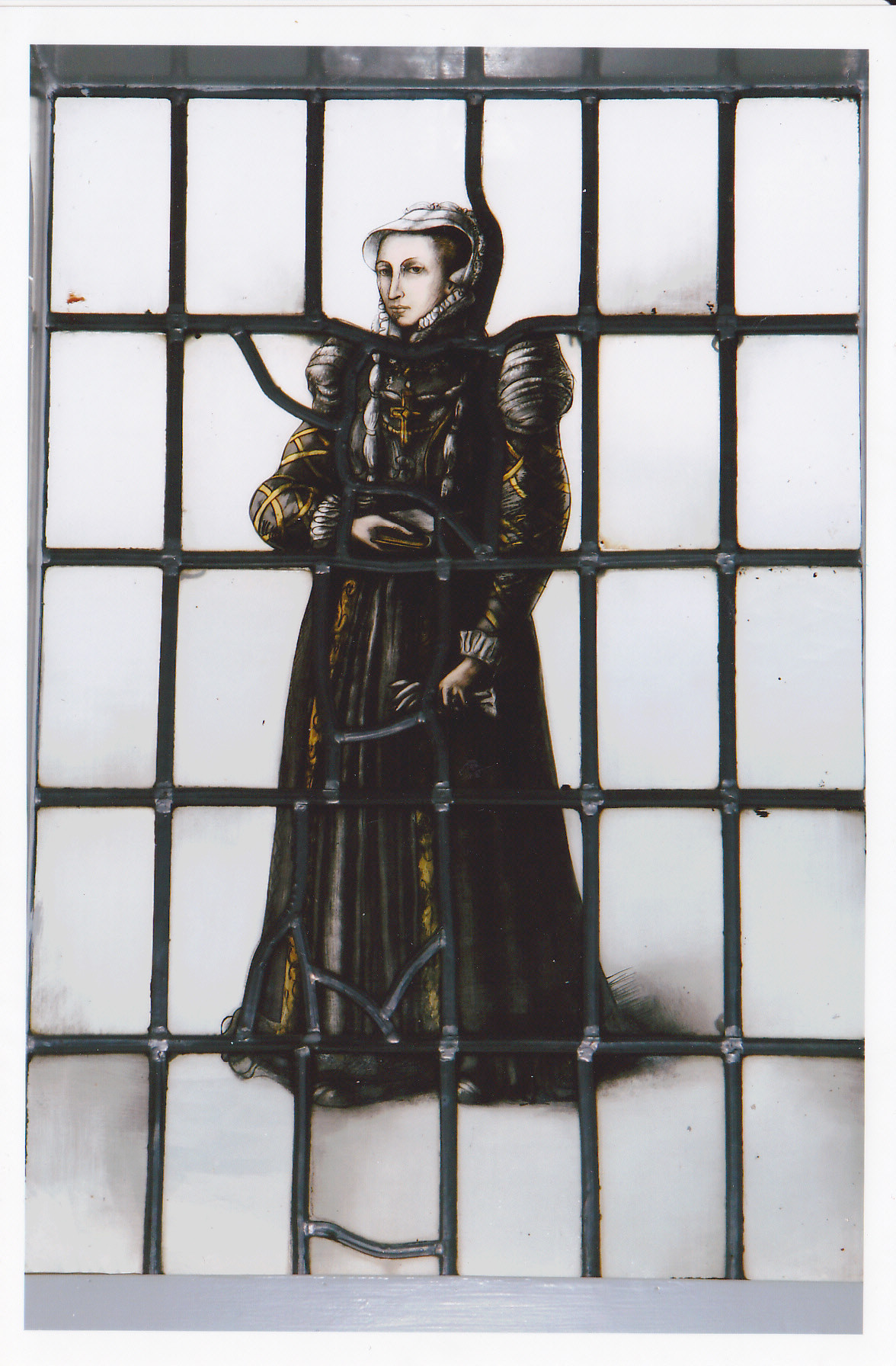
Sabina van Beijeren, Oude Raadhuis, Oud-Beijerland
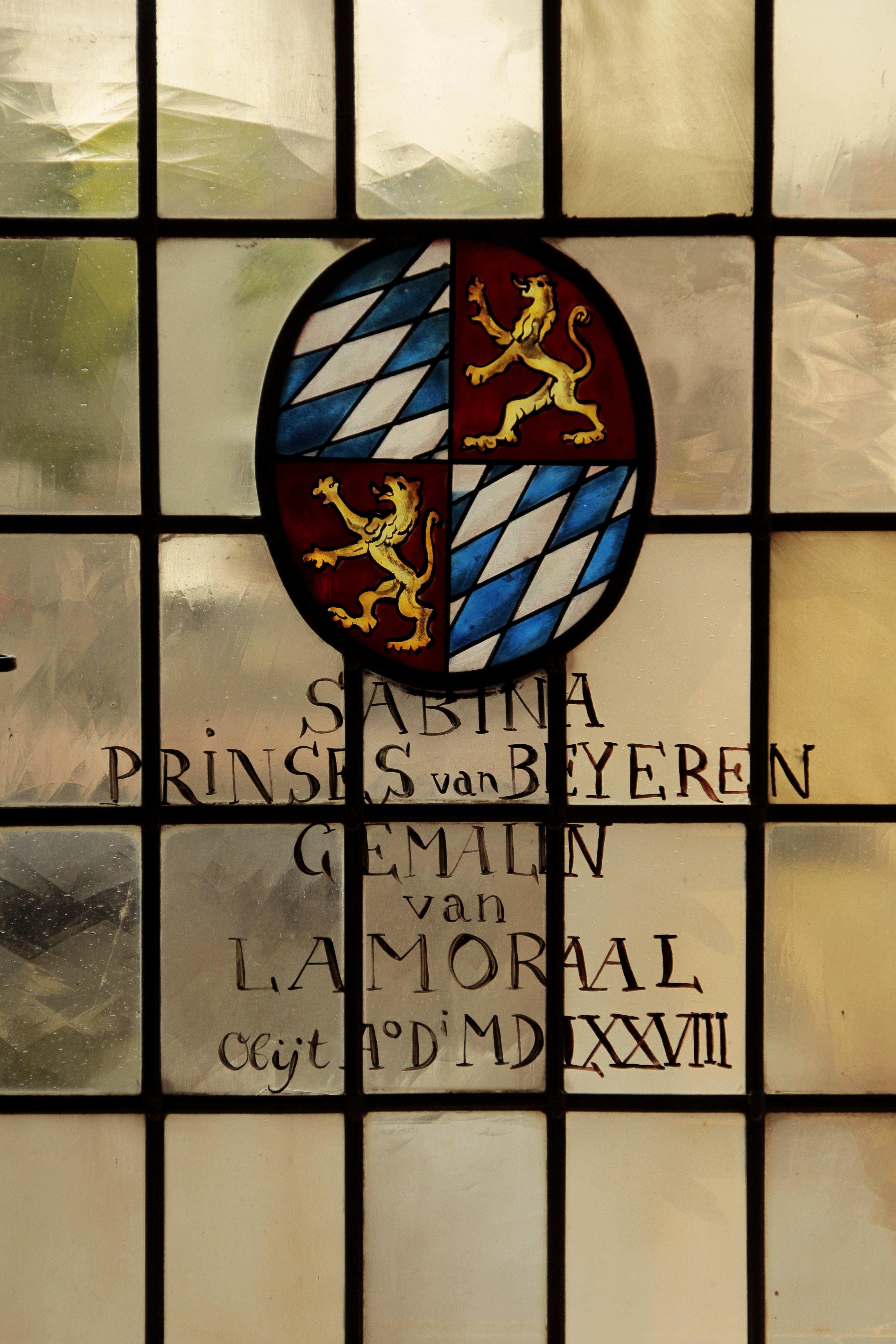
Wapenschild Sabina van Beijeren, Oude Raadhuis, Oud-Beijerland
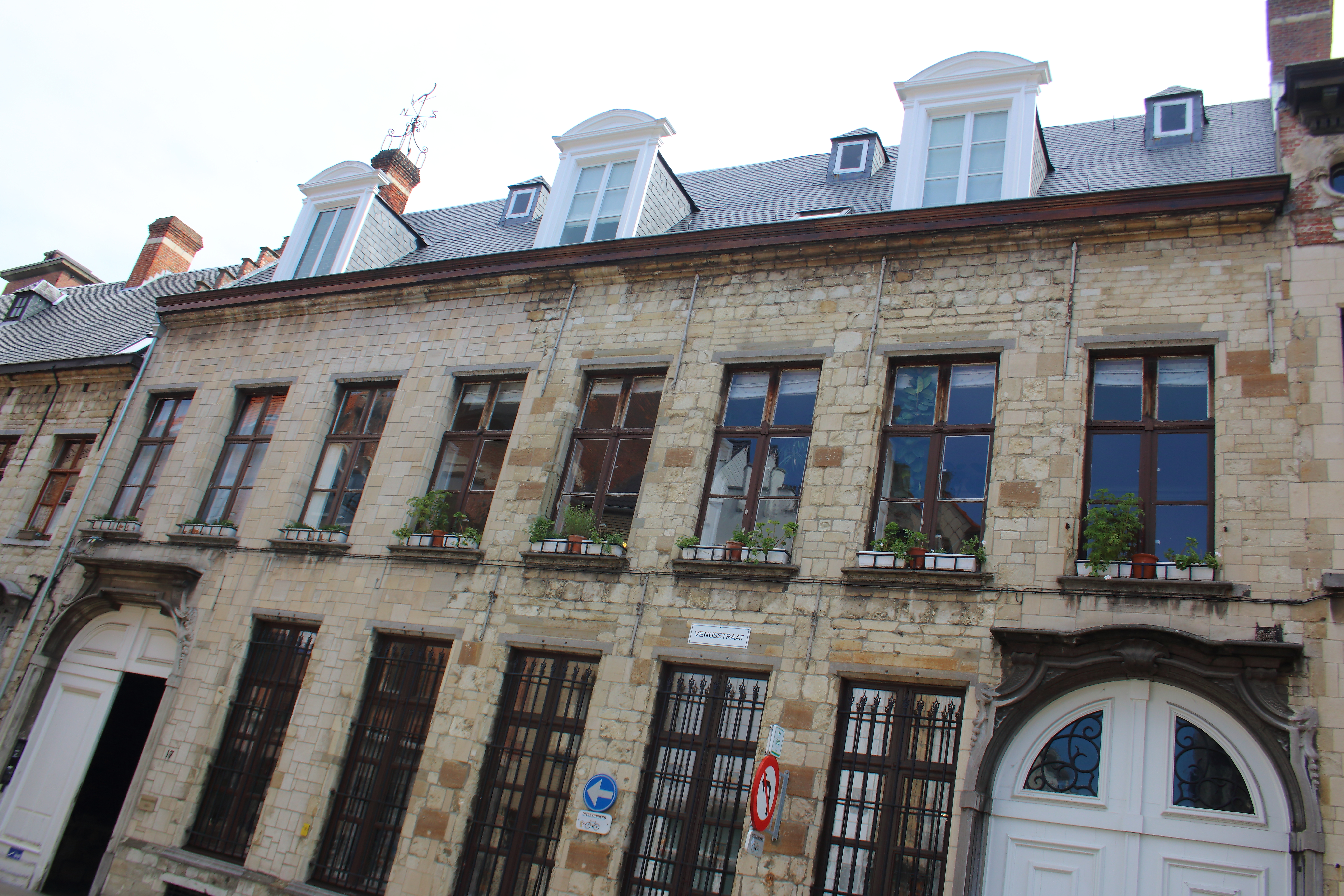
'De Sieckel' in Antwerpen, huis waarin Sabina van Beieren stierf op 19 juli 1578
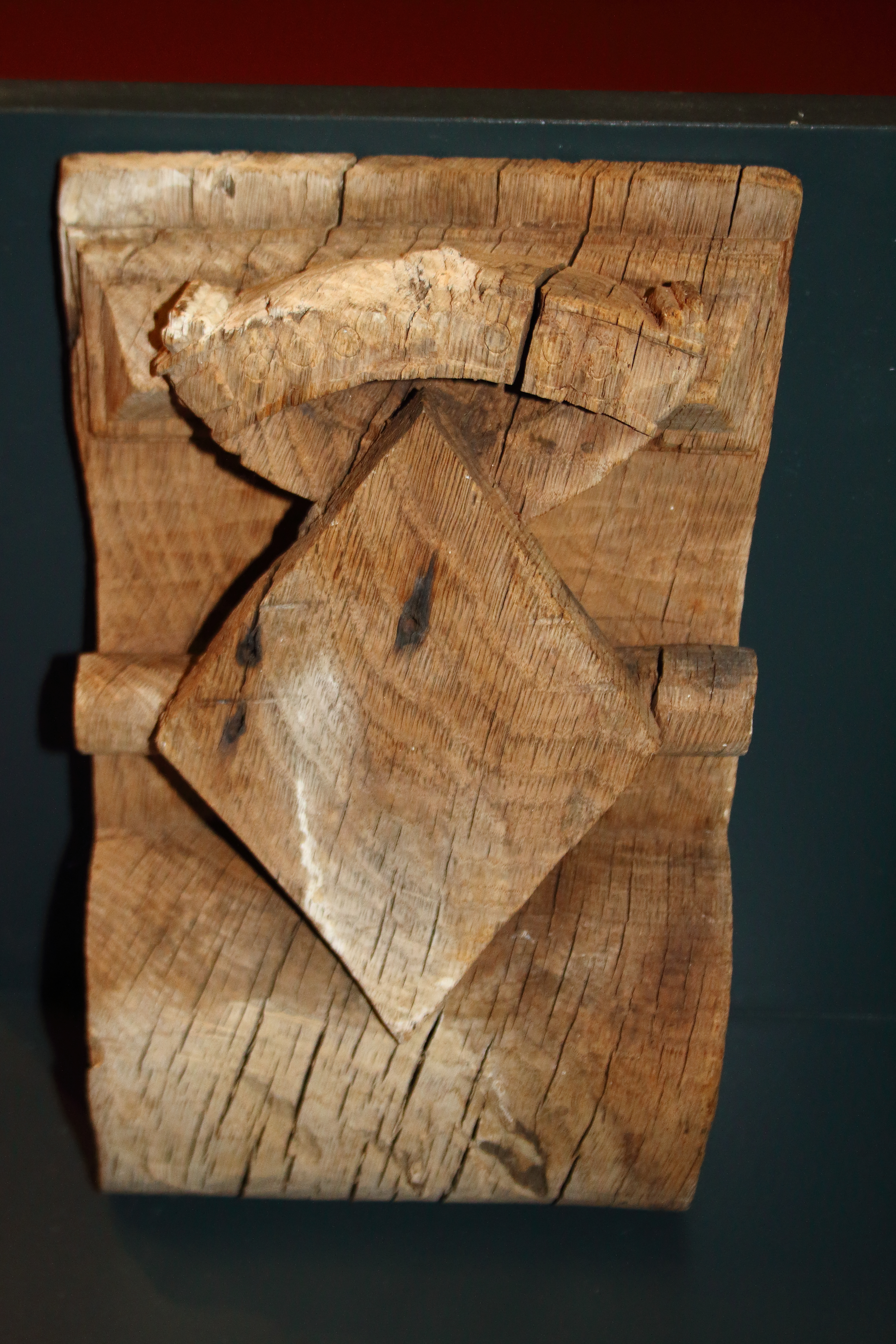
Wapenschild Sabina van Beieren, sleutel moerbalk Egmontkasteel, 'Egmontkamer'
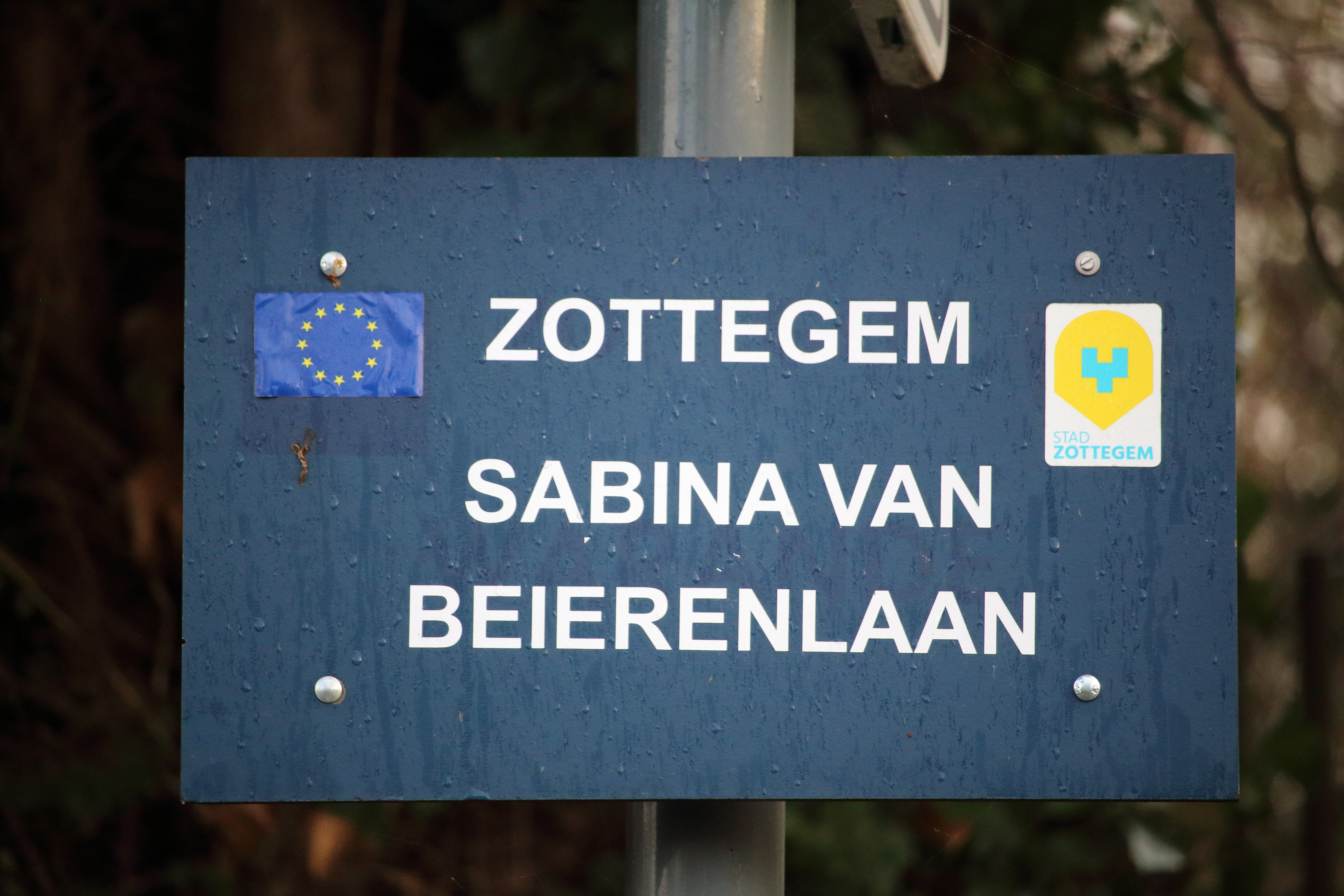
Sabina van Beierenlaan, Zottegem
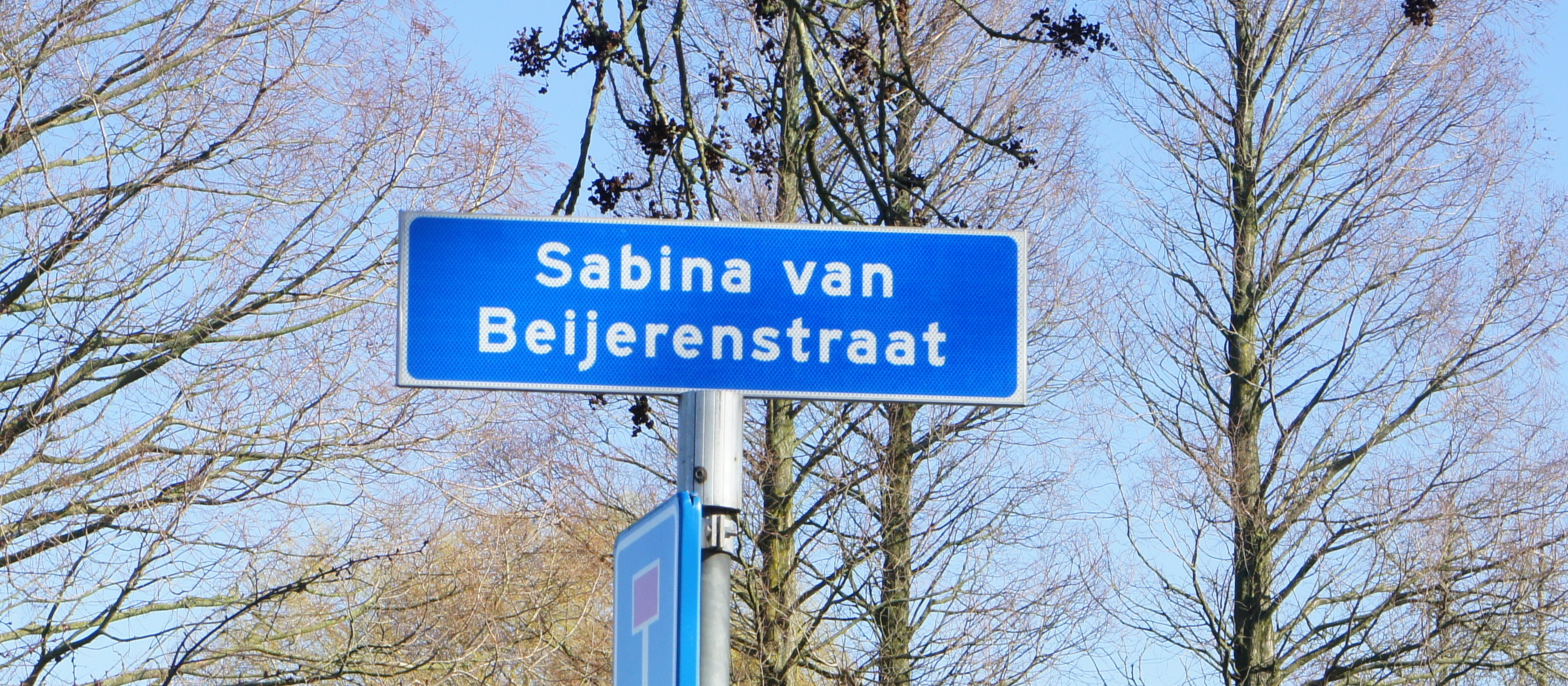
Sabina van Beijerenstraat, Oud-Beijerland
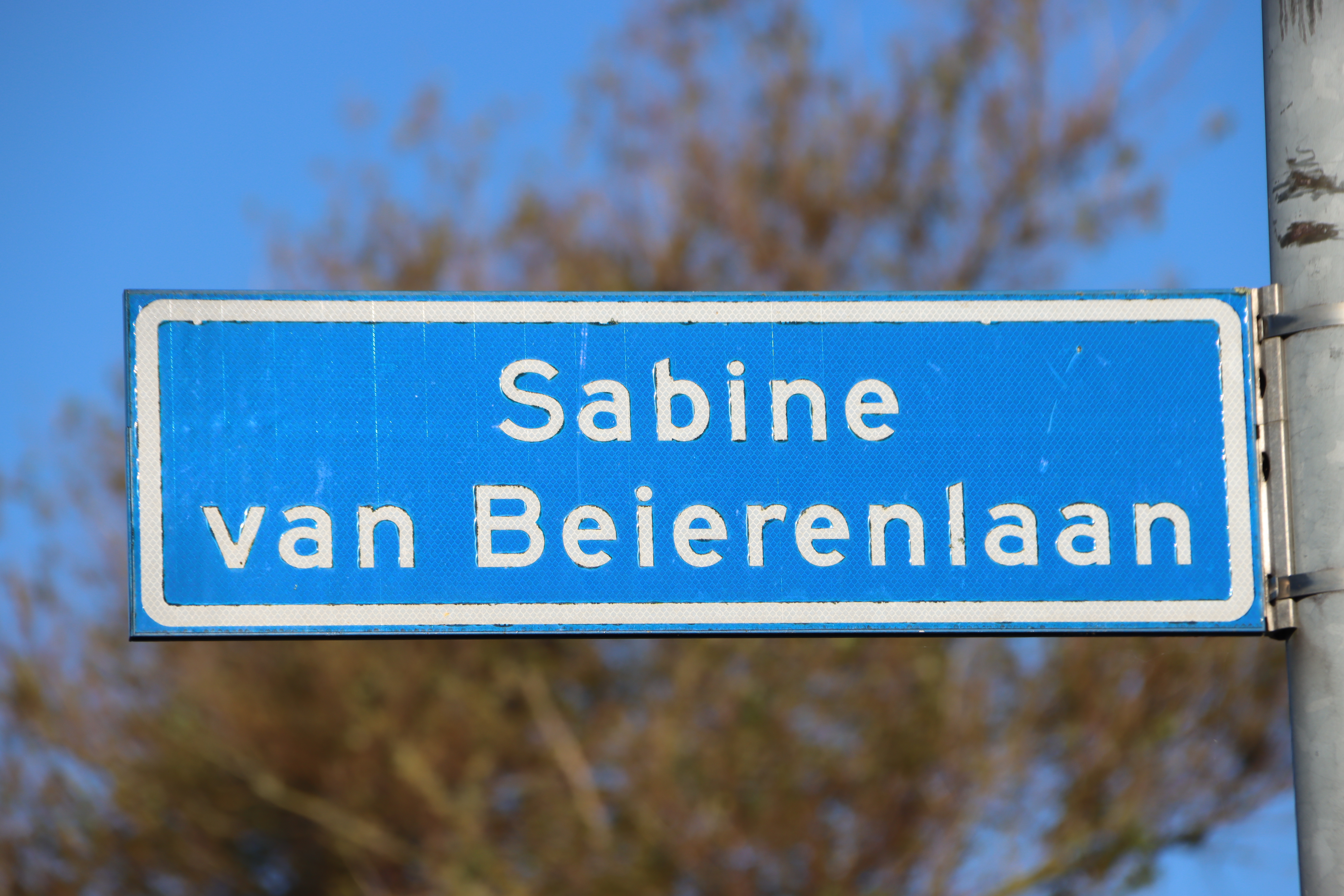
Sabine van Beierenlaan, Egmond aan den Hoef
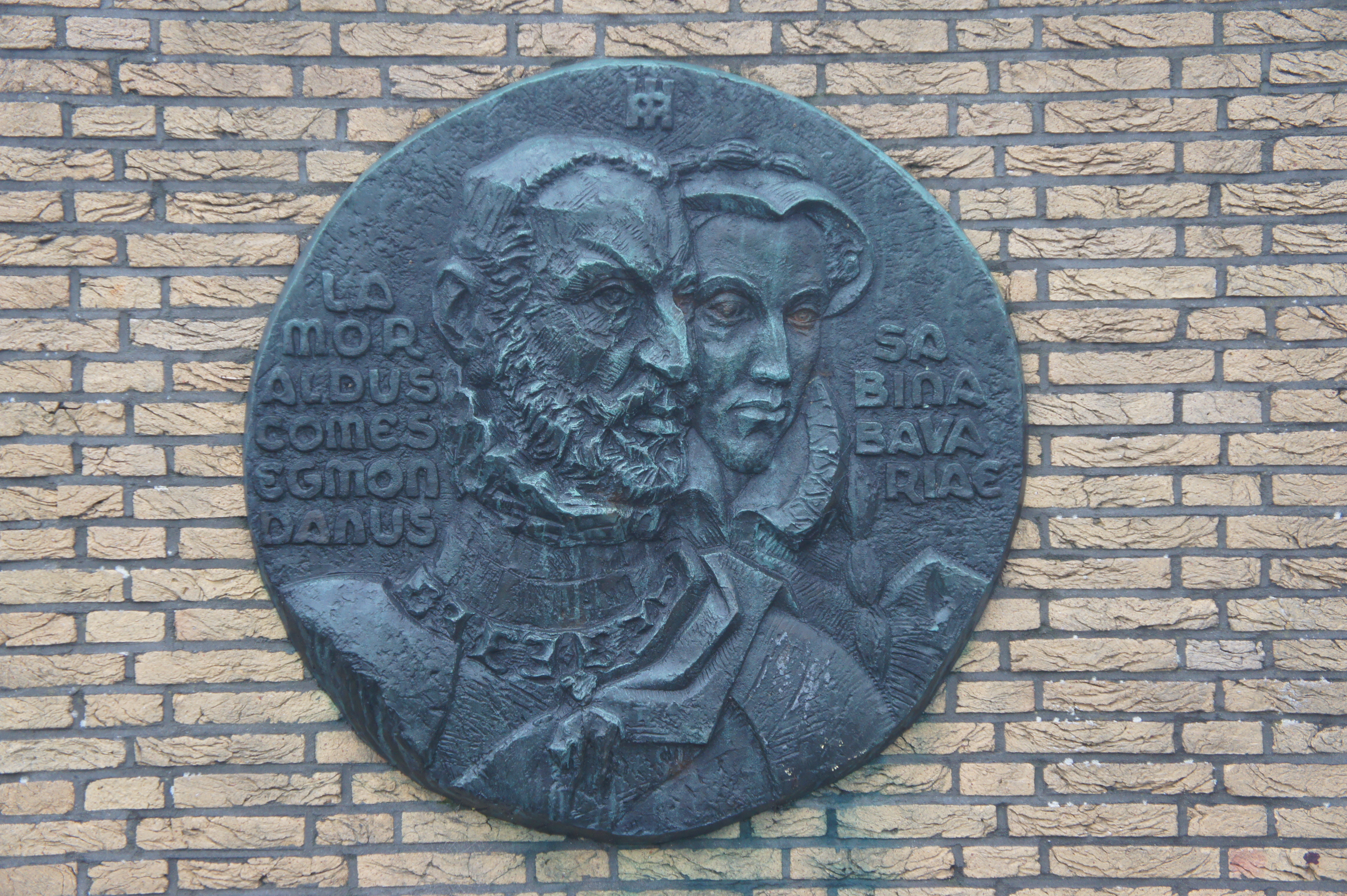
Monument Sabina van Beijeren en Lamoraal van Egmont, Oud-Beijerland
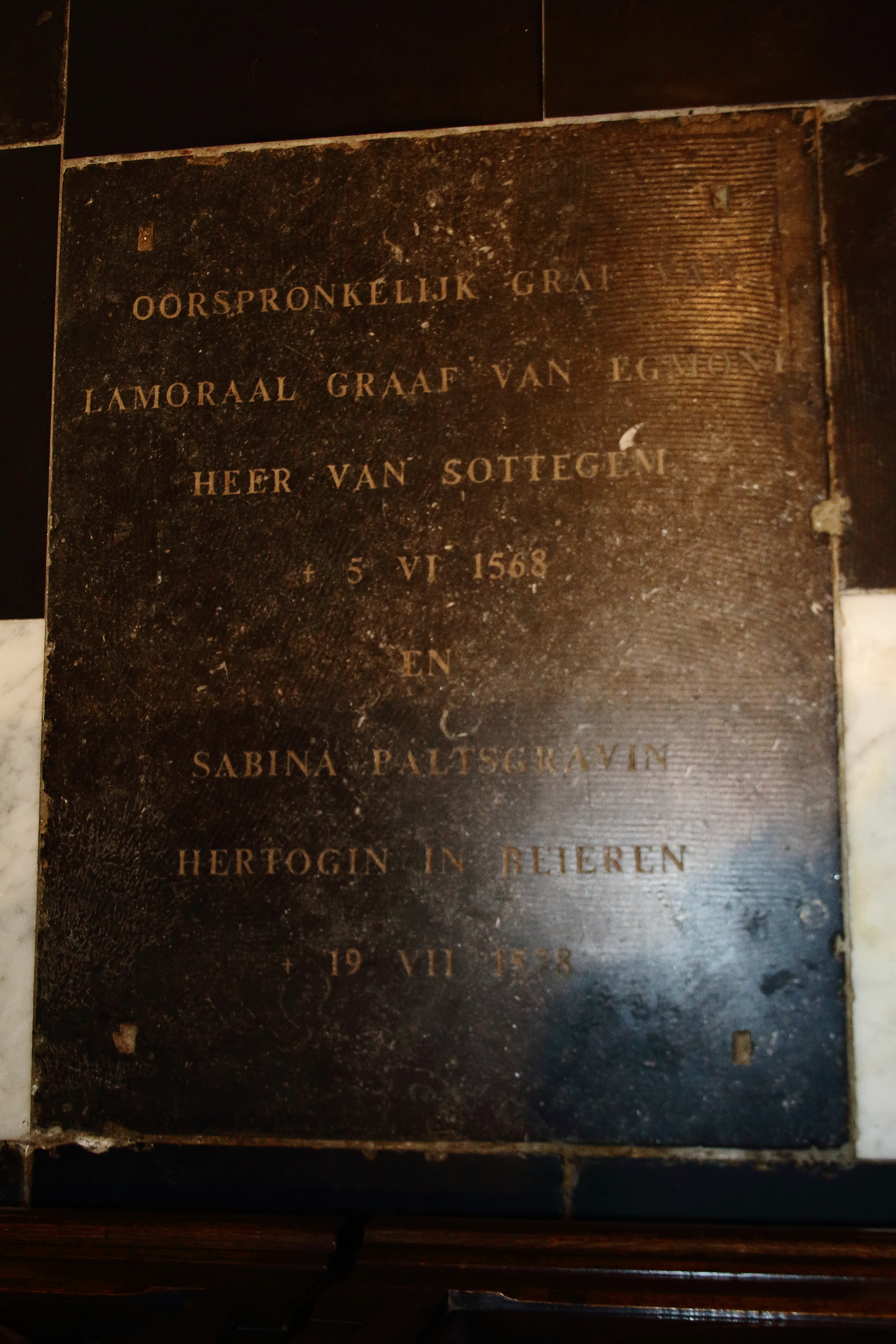
Oorspronkelijk graf Sabina van Beieren,Onze-Lieve-Vrouw-Hemelvaartkerk, Zottegem